# Rudi Hoffmann
Pour les articles homonymes, voir Hoffmann.
Rudi Hoffmann (né le 30 août 1924 à Höxter, et mort le 18 juillet 2008) était un auteur allemand de jeux de société.
Il a travaillé en tant qu'écrivain et céramiste.

## Ludographie

### Seul auteur
- Calcul, 1964, Brose und Partner
- Schmugglerjagd, 1965, Spear
- Flora, 1968, Ravensburger
- Rette sich wer kann ou Crocodile Pool Party, 1968-2003, Schmidt Spiele / Kosmos
- Ich heiße Lora, 1969, Schmidt Spiele
- Kletterbaum, 1969, Ravensburger
- Bist Du sicher?, 1971, Spear
- Hamstern, 1972, Spear
- Momox, 1972, Spear
- Jag und schlag ou Halali! ou Tally Ho!, 1973-2000, Spear / Kosmos / Rio Grande
- Kopf und Hut, 1973, Berliner Spielkarten
- Numeri, 1973, Berliner Spielkarten
- Loreley, 1973-1986, Pelikan / Spielbox
- Schuß und Tor, 1973-1988-2001, Berliner Spielkarten / Franjos / Lookout Games
- Silber Dollar, 1973, Berliner Spielkarten
- Chamäleon, 1974, Berliner Spielkarten
- Dorado, 1974, Berliner Spielkarten
- Kleider machen Leute, 1974, Franckh-Kosmos
- Satellit, 1974, Berliner Spielkarten
- Wurstschnappen, 1974, Ravensburger
- Janus, 1975-1988, Spear / Franckh-Kosmos
- Minister, 1975-1998, Pelikan / TM-Spiele
- Schützenfest, 1975, Pelikan
- Wendelin und Wanda, 1975-2002, Pelikan / Europäische
- El Dorado, 1977, Berliner Spielkarten
- Ogallala ou Blackfeet - the great indian canoe game, 1975-2002, Pelikan / Amigo
- Das große Hessenspiel, 1978, CDU
- Up the Creek, 1979, Waddingtons Games
- Das ZDF-Spiel, 1979, ZDF
- Starships, 1980, Waddingtons Games
- Räuber und Gendarm ou Gendarmes et Voleurs, 1981-1983, Bütehorn / Hexagames
- Fischers Fritz fischt frische Fische, 1987, Noris-Spiele
- Dorada, 1988, Ravensburger
- Muros, 1988, Édition Perlhuhn
- Zwölferturm, 1988, Team-Versand
- Café International, 1989-1999, Mattel / Amigo, Spiel des Jahres  1989
- Ganovenjagd, 1989, Schmidt Spiele
- Trüffeln schnüffeln, 1989, Franjos
- Maestro, 1989-1990, Casper Games / Hans im Glück
- Heuchel und Meuchel, 1990, Franckh-Kosmos
- Schreibspiel, 1992, Huss
- Hallo Pauker!, 1993, F.X. Schmid
- Spiel der Türme, 1993, Schmidt Spiele
- Alles für die Katz?, 1994, F.X. Schmid
- Cheese Please, 1997, F.X. Schmid
- Fröscheln, 1998, Klee

### AvecRoland Siegers
- Café International - Kartenspiel, 2001, Amigo